# Phobocampe mexicana
Phobocampe mexicana là một loài tò vò trong họ Ichneumonidae.